# Leucocarpus
Leucocarpus é um género botânico pertencente à família Phrymaceae.